# Touï (rivière)
Pour l’article homonyme, voir Touï pour les oiseaux.
Le Touï (en russe : Туй) est une rivière du Russie qui coule dans l'oblast d'Omsk. C'est un affluent droit de la rivière Irtych, donc un sous-affluent de l'Ob.

## Géographie
Son bassin a une superficie de 8 490 km2, c'est-à-dire une surface grande comme un cinquième du territoire suisse.
Le Touï prend naissance dans la partie méridionale des marais de Vassiougan, au centre de l'oblast d'Omsk. Son parcours se déroule dans une zone presque totalement plane, marécageuse et couverte par la taïga, au centre de la plaine de Sibérie occidentale. Le cours de la rivière est globalement orienté du nord-est vers le sud-ouest. Elle ne traverse aucun centre urbain de quelque importance. Elle finit par se jeter dans l'Irtych en rive droite au niveau de la localité d'Oust-Touï. 
De même que tous les cours d'eau sibériens, le Touï subit de longues périodes de gel intense (près de six mois par an) : il gèle à partir de la fin du mois d'octobre ou du début de novembre, et ce jusqu'à la seconde quinzaine d'avril.

## Hydrométrie - Les débits mensuels à Yermilovka
Le débit du Touï a été observé pendant 35 ans (de 1955 à 1989) à Yermilovka, localité située à quelque 61 kilomètres de sa confluence avec l'Irtych. 
À Yermilovka, le débit annuel moyen ou module observé sur cette période était de 31,3 m3/s pour une surface de drainage de 6 500 km2, soit plus ou moins 77 % de la totalité du bassin versant de la rivière qui en compte 8 490. La lame d'eau d'écoulement annuel dans cette partie du bassin se montait de ce fait à 152 millimètres, ce qui peut être qualifié de modéré, et correspond aux valeurs observées sur les autres cours d'eau de la région.
Le débit moyen mensuel du Touï observé en mars (minimum d'étiage) est de 6,06 m3/s, soit moins de 4 % du débit moyen du mois de mai, maximum de l'année (155 m3/s), ce qui montre l'amplitude élevée des variations saisonnières. Les écarts de débits mensuels peuvent être plus importants encore d'après les années : sur la durée d'observation de 35 ans, le débit mensuel minimal a été de 3,02 m3/s en février 1970, tandis que le débit mensuel maximal s'élevait à 297 m3/s en mai 1957. 
En ce qui concerne la période estivale, libre de glaces (de mai à septembre inclus), le débit minimal observé a été de 5,42 m3/s en septembre 1966.  